# Ticket to Ride: A Beatles Tribute
Ticket to Ride: A Beatles Tribute - album zespołu The Swingle Singers, wydany w 1999 roku. Album zawiera własne aranżacje utworów zespołu The Beatles.

## Lista utworów
1. Ticket To Ride
2. Penny Lane
3. Revolution
4. Day Tripper
5. Norwegian Wood
6. Birthday
7. Lady Madonna
8. Yesterday
9. Strawberry Fields Forever
10. Drive My Car
11. Blackbird/I Will
12. When I'm Sixty Four
13. The Fool On The Hill
14. All My Loving
15. I Am The Walrus
16. Goodnight